# LISTA Corporate SL
LISTA Corporate es una boutique independiente de finanzas corporativas con sede en Madrid, España, que se especializa en fusiones y adquisiciones, financiación corporativa y proyectos inmobiliarios. La empresa se dedica a ofrecer enfoques personalizados para navegar por las complejidades de las transacciones corporativas.

## Historia
LISTA Corporate fue fundada por José Juan Janeiro Rodrígue en 2023 en Madrid, España.
LISTA Corporate opera como parte de un holding empresarial vinculado al Family Office de la familia Fraga, cuya sede se encuentra en Miami, Estados Unidos.
LISTA Corporate colabora estrechamente con InterGlobal Legal para integrar los servicios financieros y jurídicos. Esta asociación garantiza el cumplimiento de las normas reglamentarias y jurídicas en todas las jurisdicciones, mejorando la capacidad de la empresa para ofrecer soluciones integrales y fiables a sus clientes.

## Servicios
LISTA Corporate ofrece experiencia en varias áreas clave de las finanzas corporativas:
- Fusiones y Adquisiciones (F&A): Apoyo integral en procesos de integración empresarial, incluyendo adquisiciones, fusiones y compras apalancadas (LBO, MBO, MBI, por sus siglas en inglés).
- Financiación corporativa: Estructurar y asegurar estrategias de financiación para proyectos empresariales.
- Valoración de empresas: Análisis financieros para determinar el valor de activos y empresas de diversos sectores.
- Proyectos inmobiliarios: Enfoques estratégicos para mejorar el valor y la utilización de activos inmobiliarios.
- Reestructuración financiera: Servicios de asesoramiento en procesos de reorganización de deuda y capital.
- Capital inversión: Asesoramiento en la estructuración y ejecución de operaciones de capital inversión y capital riesgo.